# Pierre Schmidt
Pierre  Schmidt (auch Petrus oder Peter) (* 29. April 1738 in Knorscheid (Landkreis Saarlouis); † 29. Dezember 1783 in der Abtei Wadgassen) war ein deutscher römisch-katholischer Geistlicher und vorletzter Abt der Prämonstratenserabtei Wadgassen.

## Leben
Pierre Schmidt war der Sohn des Andreas Schmidt und dessen Ehefrau Katharina Schmitt. Er trat 1756 in den Prämonstratenserorden in der Abtei Wadgassen ein und wurde dort am 17. August 1760 eingekleidet und in die Ordensgemeinschaft aufgenommen. Zwei Jahre später legte er das Ordensgelübde ab. Die Weihe zum Subdiakon folgte am 18. September 1762 und drei Monate später die Weihe zum Diakon. Nach der Priesterweihe am 2. September 1763 wurde ihm die Stelle eines Pfarrers in der Kirchengemeinde St. Marien in Völklingen zugewiesen. Nach zweijähriger Amtszeit kehrte er nach Wadgassen zurück und war dort Subprior und Novizenmeister. Bevor er am 5. August 1778 durch den Klosterkonvent zum Abt von Wadgassen gewählt wurde, war er als Vikar in Großblittersdorf und Pfarrer in Lisdorf (Saarlouis) tätig. Diese Wahl wurde am 11. Oktober 1778 vom Abt des Prämonstratenserklosters Prémontré bestätigt. 
Der Trierer Weihbischof Johann Nikolaus von Hontheim nahm am 18. April 1779 die Abtsweihe vor. 
Schmidt wurde an seinem Todestag  am 29. Dezember 1783 in der Abteikirche in Wadgassen bestattet, ein außergewöhnlicher Vorgang. Der Leichnam wurde später exhumiert und obduziert, weil es Hinweise auf eine Ermordung gab. 
Die Untersuchungen zum Todesfall wurden am 7. Juni 1784 durch den Parlamentspräsidenten von Nancy abgeschlossen.